# Diplosentinae
Diplosentinae is een onderfamilie in de taxonomische indeling van de haakwormen, ongewervelde en parasitaire wormen die meestal 1 tot 2 cm lang worden. De worm behoort tot de familie Diplosentidae. Diplosentinae werd in 1937 beschreven door M. A. Tubangui & V. A. Masiluñgan.